# Flat Baroque and Berserk
Flat Baroque and Berserk è il quarto album del cantautore britannico Roy Harper.

## Storia
Prodotto da Peter Jenner e registrato negli Abbey Road Studios, fu il primo di una serie di album registrati per la etichetta Harvest Records di proprietà della EMI. Harper ebbe a dire dell'album: «per la prima volta nella mia carriera, furono poste la dovuta cura e attenzione nella presentazione della canzone».

L'album contiene alcune fra le canzoni più note di Harper. I Hate the White Man, in particolare, è nota per il suo testo intransigente; AllMusic descrive la canzone così:

Harper anni dopo definì la canzone:
(Roy Harper, note al brano sull'edizione in CD.)
L'album contiene anche Another Day, una canzone sulla fine di un amore che fu interpretata in duetto da Kate Bush e Peter Gabriel nel 1979 e più tardi da This Mortal Coil nel loro album del 1984 It'll End in Tears. La cover di Kate Bush portò ad una collaborazione nel 1980, quando Harper cantò i cori nella canzone Breathing della Bush, e quest'ultima partecipò all'album The Unknown Soldier.
L'album si chiude con una delle sue tracce più rock, Hell's Angels, eseguita con il gruppo progressive rock The Nice e caratterizzata dalla chitarra acustica insolitamente filtrata attraverso un pedale wah-wah.
Flat Baroque and Berserk fu il primo lavoro di Harper ad entrare in classifica, raggiungendo la posizione numero 20 nella Official Albums Chart il 17 gennaio 1970.

## Tracce

### Lato A
1. Don't You Grieve – 5:43
2. I Hate the White Man – 8:03
3. Feeling All the Saturday – 1:56
4. How Does It Feel? – 6:29
5. Goodbye – 5:42

### Lato B
1. Another Day – 2:57
2. Davey – 1:30
3. East of the Sun – 3:02
4. Tom Tiddler's Ground – 6:48
5. Francesca – 1:19
6. Song of the Ages – 3:52
7. Hell's Angels – 7:46